# Njemački pokolj nad Hrvatima u Lugu i Kuku 1943.
Zločin nad  osamdeset troje ubijenih i zapaljenih civila (muškaraca, žena i djece) iz duvanjskih sela Luga (50), Kuka (31)  i Letke (2), koji se odigrao 16. prosinca 1943. godine, kojeg su za odmazdu počinili njemački SS vojnici iz Divizije "Princ Eugen". Uzrok tom pokolju je partizanska nazočnost ("Livanjsko-duvanjski" odred, zapovjednik Mujo Latifić), koji su se smjestili nedaleko iznad tih sela i od mještana silom tražili da im se donosi hrana na mjesto gdje oni odrede.  Prema preživjelom svjedoku, Stojanu Staniću iz sela Lug pokraj Tomislavgrada, partizani su od mještana zahtijevali neka ih opskrbljuju hranom, te su im zaprijetili: "Ili hrana ili smrt!' 'Neće vam ostati ništa živo, pa ni ono što još nije rođeno.' " U daljem nastavku taj se tragičan događaj prema iskazu ovog, tada dvadesetogodišnjaka, koji je sve promatrao iz neposredne blizine, odigrao na sljedeći način: 
"Na osnovu te informacije (dostavljanje hrane partizanima) i sumnje da su iz ova dva sela noć prije ubijena dva njemačka vojnika, optužili su nas mještane i 16. prosinca 1943. godine poslali bataljun vojske. Blokirali su sela Kuk i Lug, pokupili sve ljudstvo od petnaest godina na više. Rekli su im da će biti seoski sastanak i zatvorili ih u štalu Nikole Stanića zvanoga 'Kiko'. U staji sa sijenom su ih najprije mitraljezima s vrata tukli, ubijali i ubacivali granate. Nije mi poznat točan broj granata ali su ih sigurno ubacili oko dvadeset do trideset komada, a nakon svega tu su pojatu zapalili. Kada je vatra došla do žrtava gdje je bilo živih i ranjenih ljudi kao i onih koji su se kretali, počeli su iz vatre iskakati. Na sve strane iskaču ljudi koji gore, skupa s odjećom na sebi. Za to su vrijeme Nijemci raspoređeni uokolo kuće i ubijaju ih iz pušaka. Tomu događaju sam bio očevidac i živi svjedok. Sela su bila opkoljena, a vojska posvuda. Nitko živu glavu nije izvukao, jer su ih sve pobili. Neki vojnici su bili iz Banata, a zapovjednici iz Njemačke. Mnogo vojnika je znalo naš jezik, a na kapama su nosili mrtvačku glavu. Jedan je od vojnika nosao krošnju slame i bacao je uokolo, drugi je polijevao benzinom, dok je treći palio. Pokupili su muškarce iz sela Mokronoga i namjeravali isto učiniti, ali su iz nepoznatih razloga od toga odustali. Zatim su ih odvezli u zatvor u Mostar.  Netko je iz vatre uspio možda otrčati desetak metara, netko pedesetak metara, a moj brat Jerko je uspio možda najduže pobjeći. Čak do sela Kuka, ali su ga tamo sustigli i svladan od bolova ubijen je na vratima jedne kuće. Možda je dvadesetak ljudi uspjelo iskočiti iz vatre, a koliko ih je ranjenih gorjelo koji nisu mogli izići to samo dragi Bog zna. Ta je za sve nas bila velika i teška tragedija!
Nakon svega toga vojnici su nastavili paliti ostale kuće u selima Lugu i Kuku. U Lugu su od spaljenih četrdeseti i tri kuća, ostale tek četiri ne izgorjele. A u Kuku je izgorjelo dvanaest do petnaest kuća. Počeli su ubijati žene, djecu i djevojke. Sve što je bilo živo ubili su ili zarobili te ih kasnije prebacili u logor u Mostaru. Uglavnom su to bili Mokronožani, a iz Luga - Luka i Ivan Stanić. Mislim da je ubijeno pet-šest žena, dvije djevojke i nekoliko djece. Neke su se žene sakrile u 'trapove' (kućne ostave pod zemljom za smještaj krumpira), ali su kasnije nađene dvije-tri mrtve. Izgorjele su u 'trapu' skupa s kućom, ali su se tu drugi poput Ivana Stanića 'Ćokana' s obitelji spasili. Neki su se spasili, jer su bili u Duvnu na božićnoj ispovijedi. Jedno je žensko šestomjesečno dijete Bariše Stanića - Ilka, mrtvo pronađeno u pekari od špareta." 
U čast poginulim žrtvama sagrađena je kapelica, obnovljena spomen-ploča s popisom imena žrtava i 2000. godine podignut veliki spomen-križ.

## Unutarnje poveznice
- Pokolj kod Drvara 27. srpnja 1941.
- Pokolj u Bosanskom Grahovu 27. srpnja 1941.
- Pogrom u Krnjeuši 9. i 10. kolovoza 1941.

## Vanjske poveznice
- Tomislavcity fra Mate Tadić & Ivan Protuđer: Sjećanje: 64. Obljetnica stradanja stanovnika Luga i Kuka u 2. svj. ratu